# Land’s End

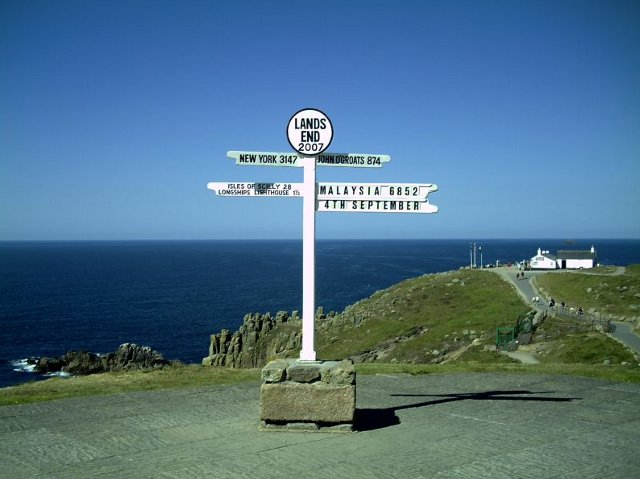
Na końcu Anglii

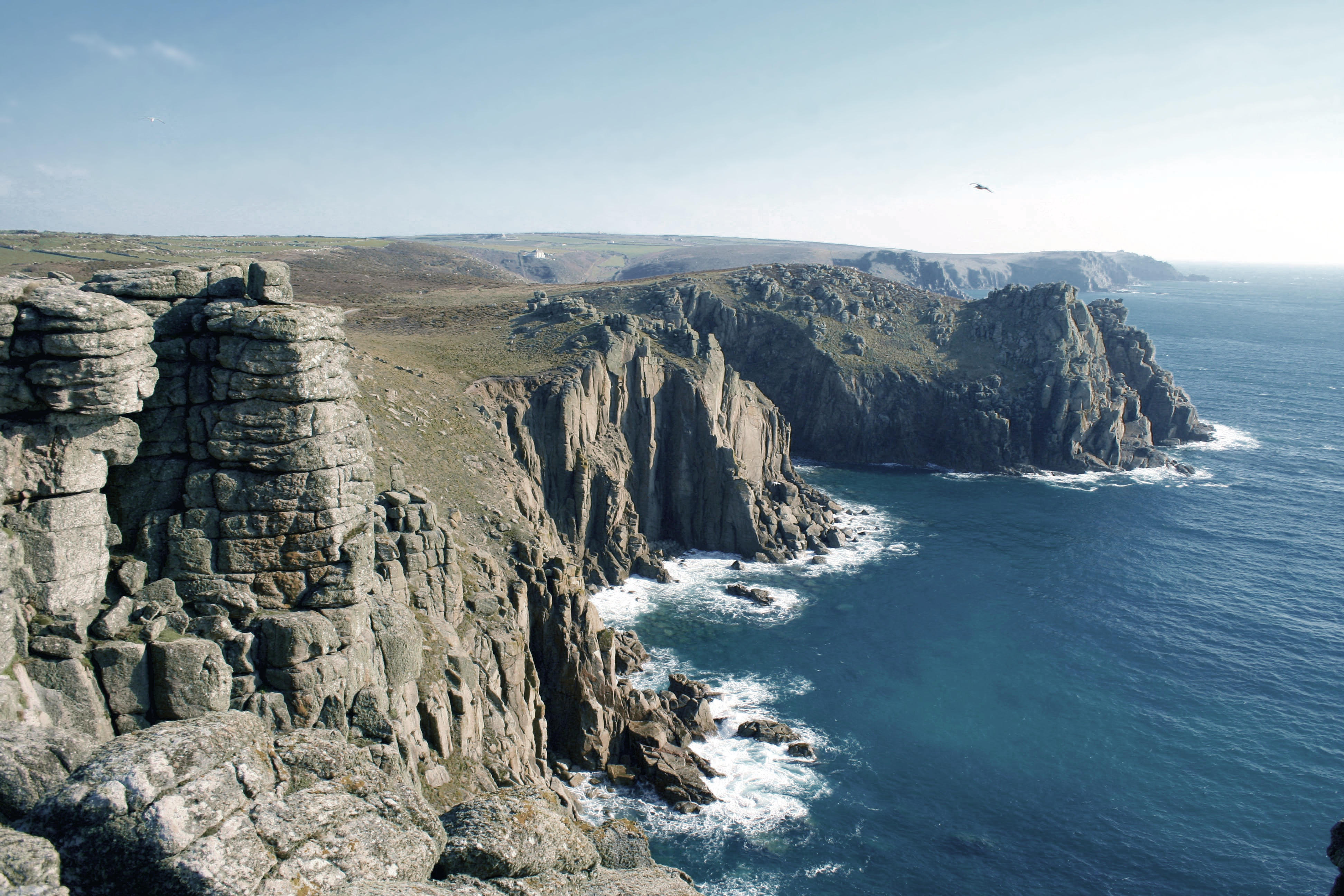
Land’s End widziany z oceanu

Land’s End (korn. Penn an Wlas) – przylądek w Wielkiej Brytanii, w Anglii, w hrabstwie Kornwalia, na Półwyspie Kornwalijskim na jego południowo-zachodnim krańcu. Jest najdalej na zachód wysuniętym punktem Anglii (nie stanowi natomiast najdalej na zachód wysuniętej części wyspy Wielkiej Brytanii – o 18 mil dalej wysunięty jest przylądek Corrachadh Mòr, Ardnamurchan).
Tu zaczyna się najdłuższa odległość lądowa na wyspie Wielka Brytania – drugim skrajnym punktem jest szkocka wioska John o’ Groats. Angielskie wyrażenie from Land’s End to John o’ Groats oznacza „jak Wyspa długa i szeroka”, polski odpowiednik to od Helu do Tatr. Przez Land’s End przebiega szlak turystyczny South West Coast Path.
Na samym końcu przylądka znajduje się park rozrywki, drogowskaz służący turystom do pamiątkowych zdjęć, monument z myślami sławnych Brytyjczyków wypowiedzianymi 31 grudnia 1999 i schronisko turystyczne. Wysokość klifu, na którym znajduje się większość zabudowań Land’s End, wynosi ok. 60 metrów. Północną część przylądka stanowi plaża Sennen Cove.

## Położenie geograficzne

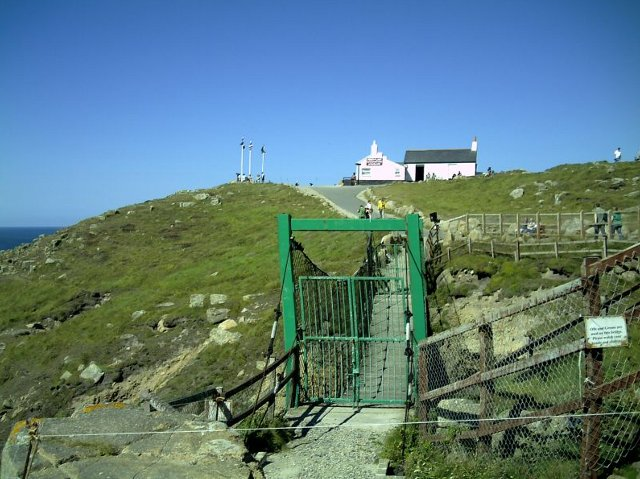
Krajobraz Land’s End. W tle The First and the Last Inn

Przez długi czas uważano, że Land’s End, będąc najbardziej na południowy zachód wysuniętym punktem Anglii na stałym lądzie, nie jest jego zachodnim ekstremum, za takie uważano Cape Cornwall. Obecnie przyjmuje się, że współrzędne Cape Cornwall wynoszą 50°07′36″N 5°42′35″W/50,126667 -5,709722, a Land’s End – 50°04′07″N 5°42′58″W/50,068611 -5,716111. Pod względem przynależności, Land’s End jest częścią wybrzeża kanału La Manche. Jest zachodnią granicą zatoki Mount’s Bay.

## Budowa geologiczna
Land’s End zbudowany jest w całości ze skał granitowych i jego budowa nie odbiega od reszty półwyspu Penwith. Podłoże Land’s End podlega erozji pod wpływem wiatru i działania wody morskiej. Granit zawiera domieszki metali, co doprowadziło do powstania unikatowych w skali świata minerałów; w okolicy Land’s End odkryto ich 71, z czego 12 nie odkryto nigdzie indziej. W czasach historycznych w okolicach Land’s End wydobywano cynę i miedź.

## Fauna i flora
W wodach w okolicy Land’s End odnotowano foki, długoszpary, delfiny i morświnowate. Zimuje tu siewka złota, czajka. Granit i związki metali spowodowały, że roślinność Land’s End nie jest obfita, a sam przylądek jest bezleśny; dominują wrzosowiska, wśród których znajdują się rzadkie mchy i porosty. Land’s End i przylegające tereny znajdują się w obrębie obszaru chronionego jako Area of Outstanding Natural Beauty.

## Historia

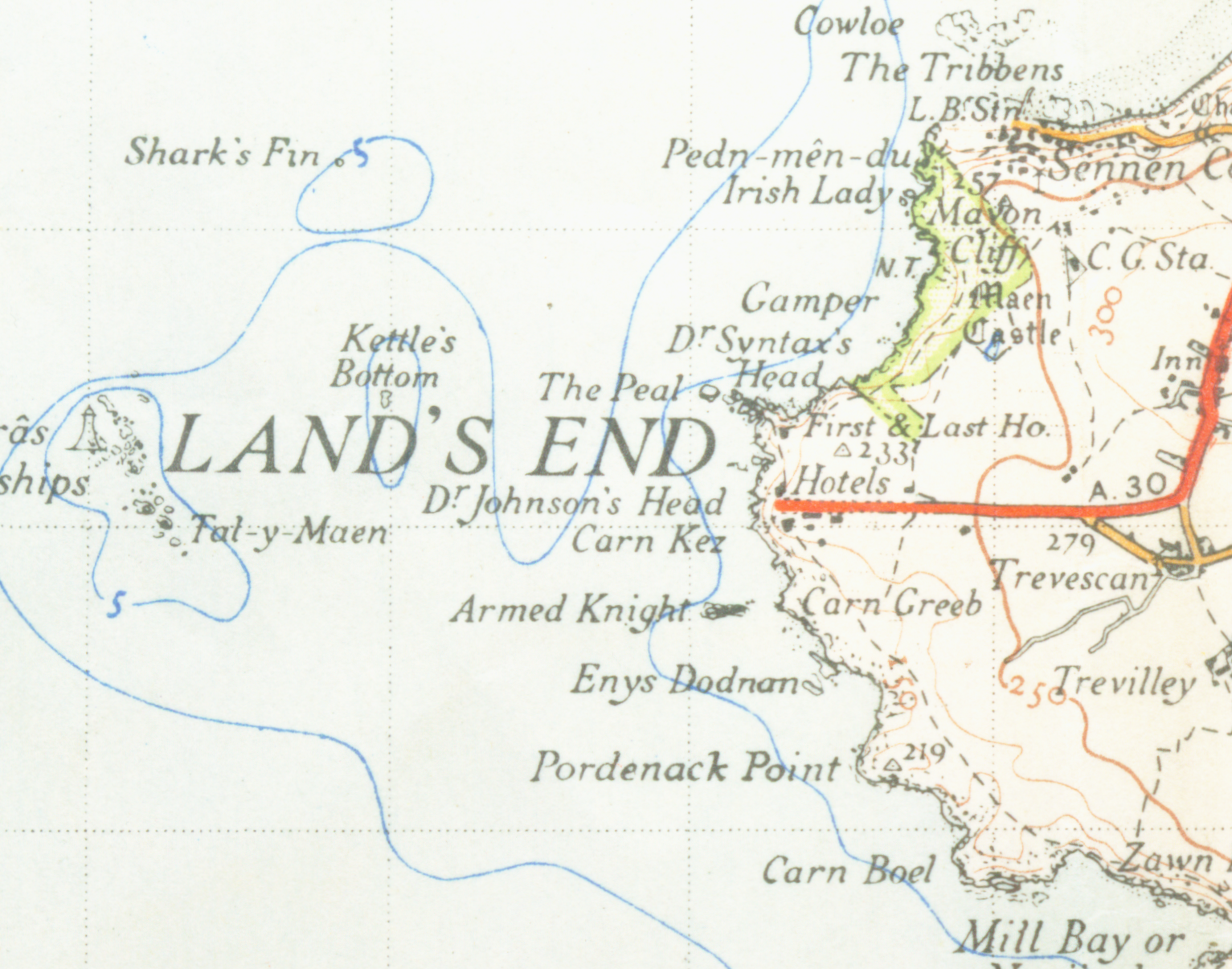
Mapa Land’s End z 1946 r.

Historia masowych odwiedzin Land’s End sięga XIX w., kiedy podróżowano do tego miejsca konno. Zwykle podróż kończyła się w pubie The First and Last Inn, a pozostały odcinek przebywano na piechotę. Pierwsze murowane budynki wzniesiono w połowie XIX w., kiedy to na miejscu niewielkiego budynku powstał hotel Penwith House. Ruch turystyczny zwiększył się po oddaniu do użytku linii kolejowej do Penzance w 1859 r., co zaowocowało wybudowaniem nowego hotelu. W 1795 r. w morzu, w odległości ok. mili od Land’s End postawiono latarnię morską Longships o wysokości 35 m, od 1988 r. jest operowana automatycznie. Podczas II wojny światowej w hotelach na Land’s End stacjonowali żołnierze amerykańscy przed wyjazdem na operację lądowania w Normandii. W latach 50. XX w. znak Land’s End, służący turystom do pamiątkowych zdjęć, przestał być własnością hotelu i operującej nim spółki Courtswoods. Do poprzedniego przedsiębiorstwa powrócił w latach 60. Istniejące centrum rozrywki wybudowano w latach 70. W roku 1987 ziemię na Land’s End wykupił biznesmen Peter de Savary, który postawił dwa budynki, służące dziś za centra wystawowe. Po kilku latach zbankrutował i odsprzedał przylądek. Od 1991 r. właścicielem jest Graham Ferguson Lacey i jego przedsiębiorstwo Attractions Limited, które posiada również tereny w John o’ Groats.

## Komunikacja
Na Land’s End bierze swój początek droga krajowa A30 do Londynu. Rozpoczyna się tu również droga lokalna B3308, łącząca ten punkt z St Ives. Przystanek autobusowy służy turystom do połączeń z St Ives i Penzance. Około 2 km na północ znajduje się niewielki port lotniczy LEQ/EGHC dla ruchu lokalnego, głównie na Wyspy Scilly.

## Lista obiektów na Land’s End

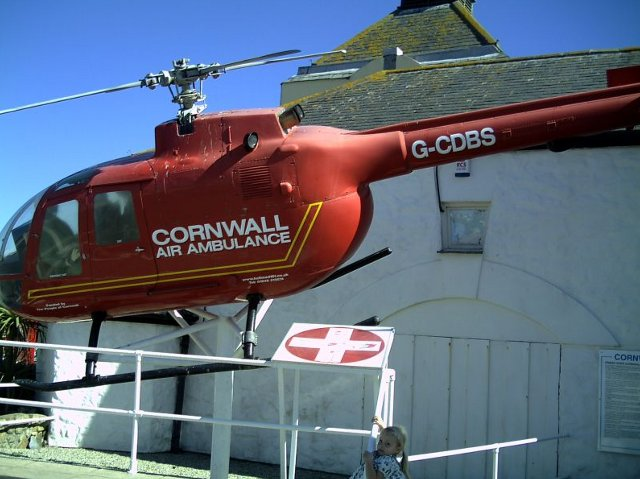
Helikopter ratunkowy eksponowany na Land’s End

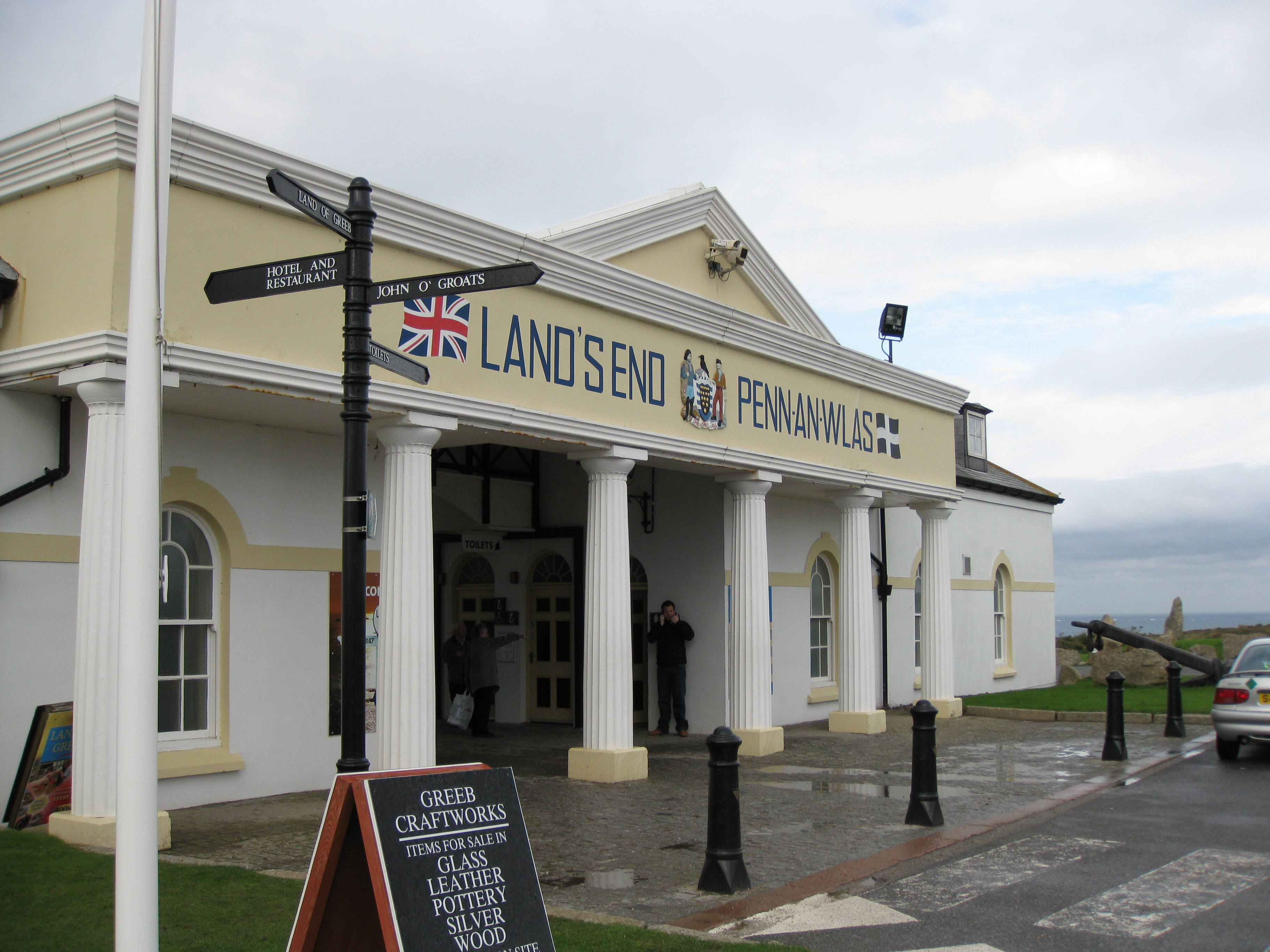
Centrum turystyczne

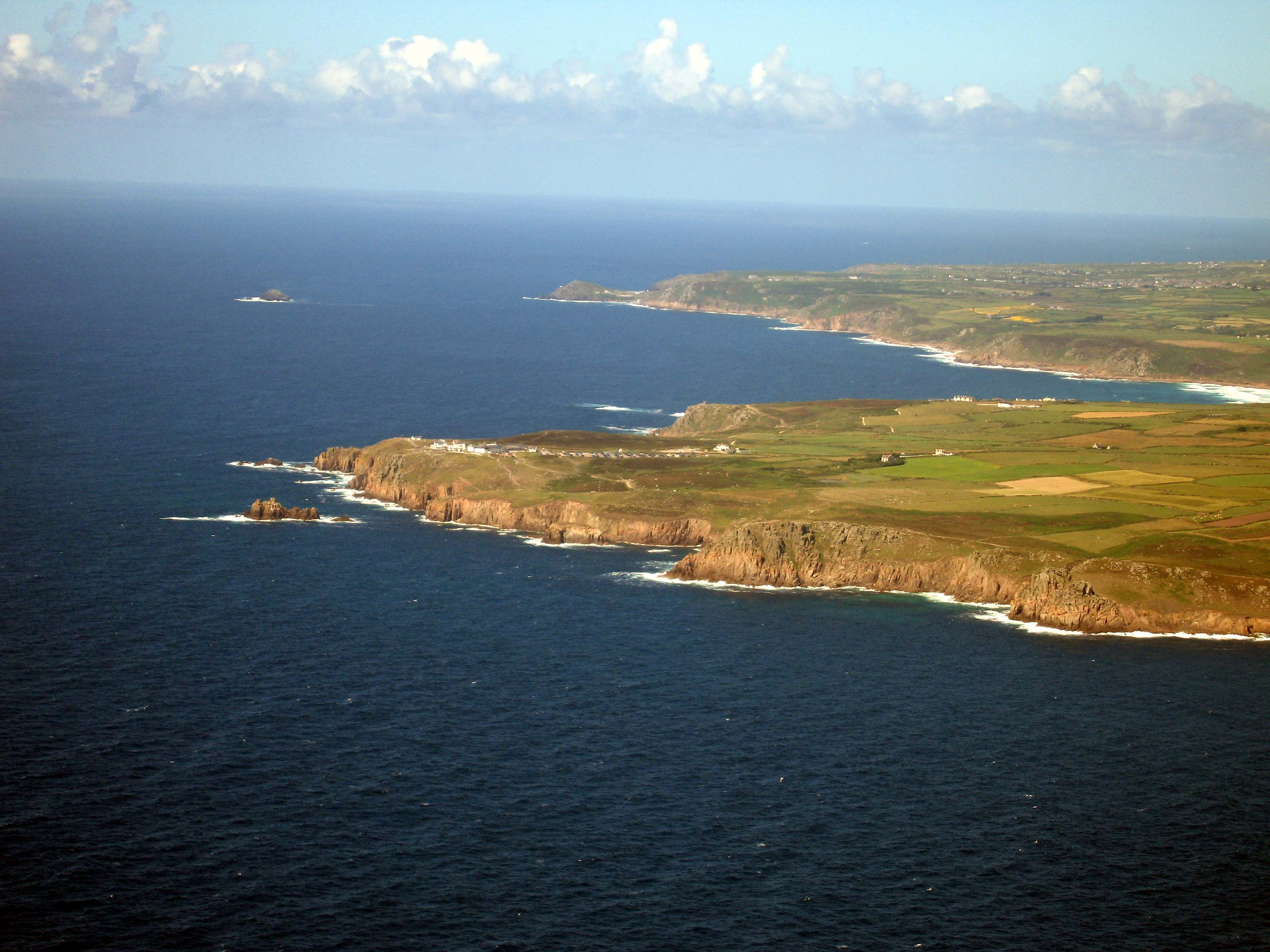
Land’s End – zdjęcie lotnicze. W tle Cape Cornwall

Na Land’s End znajdują się następujące obiekty i instalacje:
1. Centrum turystyczno-rekreacyjne
2. Air Sea Rescue Motion Theatre
3. Instalacje z angielskich filmów i seriali
4. The Trawler
5. Łódź ratunkowa
6. Plac zabaw Wreckreation
7. Air Ambulance Helicopter
8. The Land’s End Hotel
9. Znak końca Anglii
10. Restauracja Longships Family
11. Budynek starej piekarni
12. Pasaż handlowy The West Country Shopping Village
13. First and Last House
14. Penwith House
15. Roskilly Ice Cream Parlour
16. Such Gallery
17. Wendy’s Gallery
18. Gospoda i hotel First and Last Inn

## Land’s End w kulturze
- Wyrażenie from Land’s End to John o’ Groats jest współczesnym idiomem brytyjskiej angielszczyzny i oznacza „od końca do końca”, „przez cały kraj”, „po całym kraju”, „wszędzie” i odnosi się do odległości i przestrzeni[16][17]. Jest równoważne innemu idiomowi From Orkney to Penzance[18][19] („Od Orkadów po Penzance”). Amerykański odpowiednik to from coast to coast.
- Szlak z Land’s End do John o’ Groats jest celem wypraw turystycznych: pieszych, rowerowych i samochodowych, często połączonych ze zbieraniem pieniędzy na cele charytatywne. Wyprawom poświęcona jest stała ekspozycja End-to-enders[20].
- Według legend kornwalijskich, w pobliżu Land’s End leży zatopiona kraina Lyonesse, brytyjski odpowiednik Atlantydy, łączona tradycyjnie z legendą o królu Arturze[21]. Przy odpowiedniej pogodzie z oceanu mają się wyłaniać wieże kościołów. Marynarze mówią, że w pobliżu Land’s End z morza dobiegają dźwięki dzwonów[2].